# Svetlana Grozdova
Svetlana Grozdova (ryska: Светлана Христофоровна Гроздова), född den 29 januari 1959 i Rostov-na-Donu, Ryssland, är en sovjetisk gymnast.
Hon tog OS-guld i lagmångkampen i samband med de olympiska gymnastiktävlingarna 1976 i Montréal.